# Eric Schaaf
Eric Schaaf (* 29. Mai 1990 in Bensheim) war ein deutscher Fußballspieler. Seit dem 01.07.2025 ist er als Co-Trainer bei Kickers Offenbach tätig.

## Karriere
Schaaf spielte in seiner Jugend für den FC 07 Bensheim und kam über die Stationen SV Waldhof Mannheim, Eintracht Frankfurt und SV Darmstadt 98 2006 in die Jugendabteilung von Borussia Mönchengladbach. Dort rückte er zur Saison 2009/10 zur zweiten Mannschaft auf, für die er vier Spielzeiten in der Regionalliga West spielte. Im Juli 2012 wechselte er zum Ligakonkurrenten SC Fortuna Köln, für den er in der Saison 2012/13 27 Spiele bestritt. Nach Saisonende ging Schaaf zum VfR Mannheim und spielte eine Spielzeit in der Oberliga Baden-Württemberg.
Ab 2014 spielte Schaaf für die zweite Mannschaft des SV Sandhausen. Zur Spielzeit 2015/16 rückte er in den Kader der ersten Mannschaft auf. Am 5. Februar 2016 debütierte er beim 1:0-Heimsieg gegen den SC Paderborn 07 in der 2. Bundesliga, nachdem er in der 77. Minute für Leart Paqarada eingewechselt worden war. Am Saisonende verließ er den Verein und schloss sich Ende August 2016 dem Landesligisten VfB Gartenstadt an.